# 데이터패스
데이터패스(datapath)는 산술 논리 장치(ALU) 또는 곱셈기와 같은 데이터 처리 연산을 수행하는 함수 장치들의 모음과 프로세서 레지스터 및 버스를 일컫는다. 이는 제어 장치와 함께 중앙 처리 장치(CPU)를 구성한다. 멀티플렉서를 사용하여 두 개 이상의 데이터패스를 연결하여 더 큰 데이터패스를 만들 수 있다.
데이터패스는 ALU, 레지스터 집합, 그리고 이들 간의 데이터 흐름을 허용하는 CPU의 내부 버스들로 이루어진다.

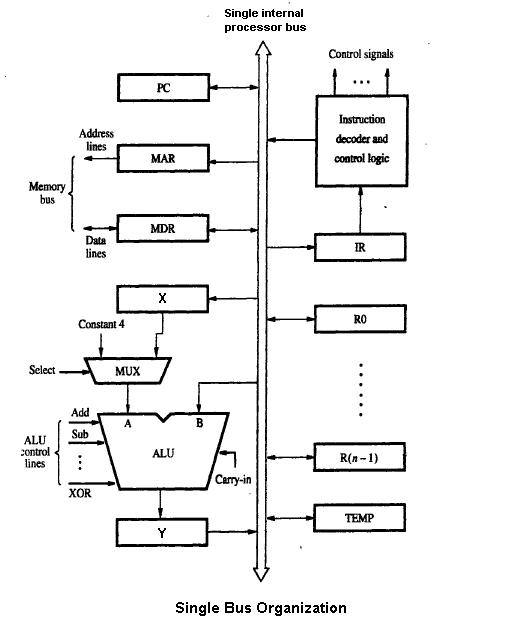
단일 버스를 중심으로 구성된 마이크로아키텍처 데이터패스

CPU의 가장 단순한 설계는 하나의 공통 내부 버스를 사용한다. 효율적인 덧셈을 위해서는 약간 더 복잡한 세 개의 내부 버스 구조가 필요하다.
상대적으로 단순한 많은 CPU는 ALU의 2개 입력과 1개 출력에 연결된 2-읽기, 1-쓰기 레지스터 파일을 가지고 있다.
1990년대 후반에는 재구성 가능 데이터패스—프로그래머블 패브릭을 사용하여 런타임에 용도를 변경할 수 있는 데이터패스—영역에서 연구가 증가했는데, 이러한 설계는 더 효율적인 처리뿐만 아니라 상당한 전력 절감도 가능하게 하기 때문이다.

## 데이터패스를 포함하는 유한 상태 기계
데이터패스를 포함하는 유한 상태 기계(FSMD)는 프로그램 흐름을 제어하는 유한 상태 기계와 데이터패스를 결합한 수학적 추상화이다. 이는 디지털 회로 또는 컴퓨터 프로그램을 설계하는 데 사용될 수 있다.
FSMD는 본질적으로 명령문이 상태로 스케줄링되어 더 복잡한 상태 다이어그램을 초래하는 순차 프로그램이다. 여기서 프로그램은 상태와 아크가 산술 표현식을 포함할 수 있고, 이 표현식은 외부 입력 및 출력뿐만 아니라 변수도 사용할 수 있는 복잡한 상태 다이어그램으로 변환된다. FSMD 추상화 수준은 종종 레지스터 전송 수준이라고 불린다.
FSM은 변수나 산술 연산/조건을 사용하지 않으므로 FSMD는 FSM보다 더 강력하다. FSMD는 표현력 면에서 튜링 기계와 동등하다.